# SV40
SV40 é uma abreviatura para vírus vacuolante símio 40 (em inglês, Simian vacuolating virus 40) ou vírus símio 40, um poliomavírus encontrado em macacos e humanos. Assim como outros poliomavírus, o SV40 é um adenovírus que, potencialmente, é responsável por causar tumores, como câncer no cérebro. Também atua como um infectante latente.
O SV40 permanece um assunto altamente controverso após ter sido revelado que milhões de pessoas teriam sido expostas a este vírus após receberem uma vacina contra poliomielite supostamente contaminada.